# جولیا رایچرت
جولیا رایچرت (انگلیسی: Julia Reichert؛ زادهٔ ) فیلم‌ساز و مستندساز اهل ایالات متحده آمریکا است. وی همچنین برندهٔ جوایزی همچون جایزه اسکار بهترین فیلم مستند شده‌است.